# 2021년 4월
| 2021년: 1월 · 2월 · 3월 · 4월 · 5월 · 6월 · 7월 · 8월 · 9월 · 10월 · 11월 · 12월 |

| \| 2021년 4월 1일 (목요일) \| \| 편집 \| |  |      |
| 보건 - 코로나19 범유행 - 대한민국의 0시 기준 누적 확진자 수가 103,639명으로 집계되었다. 전날 0시 대비 551명(국내 537, 해외유입 14)이 늘었다. |  |      |
| 2021년 4월 1일 (목요일) |  | 편집 |

| 2021년 4월 1일 (목요일) |  | 편집 |

| \| 2021년 4월 2일 (금요일) \| \| 편집 \| |  |      |
| 무력 충돌과 공격 - 2021년 미얀마 시위: 미얀마 군부가 무선 인터넷을 차단한 것으로 알려졌다. 군부는 인터넷 업체에 24시간 무선 인터넷 차단을 지시한 것으로 알려졌다. - 미국 국회의사당에 차량 돌진이 발생하였다. 경찰 1명이 숨지고, 1명이 부상을 입었다. 용의자는 칼부림을 하다 총에 맞아 체포 후 숨졌다. 국회의사당은 지난 2021년 1월 습격을 받기도 하였다. 보건 - 코로나19 범유행 - 대한민국의 0시 기준 누적 확진자 수가 104,194명으로 집계되었다. 전날 0시 대비 558명(국내 533, 해외유입 25)이 늘었다. 누계가 일부 정정(-3)되었다. 사고 - 2021년 화롄현 탈선 사고: 타이완 화롄현에서 최고시속 130km인 타이루거(太魯閣) 408호 열차가 탈선하는 사고가 발생하였다. 이 사고로 최소 54명이 숨지고, 156명이 부상을 입었다. |  |      |
| 2021년 4월 2일 (금요일) |  | 편집 |

| 2021년 4월 2일 (금요일) |  | 편집 |

| \| 2021년 4월 3일 (토요일) \| \| 편집 \| |  |      |
| 보건 - 코로나19 범유행 - 대한민국의 0시 기준 누적 확진자 수가 104,736명으로 집계되었다. 전날 0시 대비 543명(국내 521, 해외유입 22)이 늘었다. 누계가 일부 정정(-1)되었다. 사회 - 제주 4·3 사건: 대한민국 제주도의 제주 4·3 평화공원에 위치한 4·3평화교육센터에서 73주년 추념식이 열렸다. 문재인 대통령, 김창룡 경찰청장, 서욱 국방부 장관 등이 참석하였다. 치안 총수와 국방부 장관의 공식 추념식 참석은 이번이 처음이다. 앞서 2019년에는 서주석 국방부 차관과 민갑룡 경찰청장이 광화문 시민분향소에서 열린 추념식에 참석, 71년만에 공식적으로 헌화하고 유감을 표명하였다. 스포츠 - 2021년 KBO 리그 - KBO 리그 40번째 시즌이 개막하였다. 이마트가 SK 와이번스를 인수해 창단한 SSG 랜더스를 포함하여 모두 10개 프로야구단이 참가한다. - 봄비가 내리면서 서울 잠실, 인천, 수원, 창원 경기는 우천 취소되었다. 돔구장인 서울 고척스카이돔에서만 개막전 경기가 열렸으며, 키움 히어로즈가 6 : 1로 삼성 라이온즈를 꺾었다. |  |      |
| 2021년 4월 3일 (토요일) |  | 편집 |

| 2021년 4월 3일 (토요일) |  | 편집 |

| \| 2021년 4월 4일 (일요일) \| \| 편집 \| |  |      |
| 보건 - 코로나19 범유행 - 대한민국의 0시 기준 누적 확진자 수가 105,279명으로 집계되었다. 전날 0시 대비 543명(국내 514, 해외유입 29)이 늘었다. |  |      |
| 2021년 4월 4일 (일요일) |  | 편집 |

| 2021년 4월 4일 (일요일) |  | 편집 |

| \| 2021년 4월 5일 (월요일) \| \| 편집 \| |  |      |
| 보건 - 코로나19 범유행 - 대한민국의 코로나19 범유행 - 대한민국의 0시 기준 누적 확진자 수가 105,752명으로 집계되었다. 전날 0시 대비 473명(국내 449, 해외유입 24)이 늘었다. - 질병관리청은 백신 접종자 수가 100만 명을 넘어섰다고 밝혔다. 두 달여 전인 2월 26일 백신 접종이 시작된 지 39일 만이다. 법과 범죄 - 러시아의 블라디미르 푸틴 대통령이 자신의 연임을 가능하게 하는 대통령 선거법 개정안에 최종 서명하였다. - 러시아에서는 대통령 3연임을 금지하되, 개헌 이전의 임기는 예외로 하는 등의 내용을 담은 개헌안이 2020년 3월 상하원 심의를 거쳐 헌법재판소에서 승인되었다. 이후 정당성 확보 차원으로 평가받는 국민 투표가 같은 해 7월 1일 실시, 통과되었으며, 3연임 금지가 법안이 시행된 이후에만 적용한다는 내용과 전직 대통령에 대한 면책 강화 등을 담은 선거법 개정안이 2021년 3월 24일에 하원, 3월 31일에 상원에서 각각 통과되었다. - 푸틴 대통령은 오는 2024년과 2030년 대선에 출마가 가능해졌으며, 최대 2036년까지 재임이 가능하다. |  |      |
| 2021년 4월 5일 (월요일) |  | 편집 |

| 2021년 4월 5일 (월요일) |  | 편집 |

| \| 2021년 4월 6일 (화요일) \| \| 편집 \| |  |      |
| 보건 - 코로나19 범유행 - 대한민국의 0시 기준 누적 확진자 수가 106,230명으로 집계되었다. 전날 0시 대비 478명(국내 460, 해외유입 18)이 늘었다. 스포츠 - 2020년 하계 올림픽 - 조선민주주의인민공화국 체육성은 2021년 4월 6일에 조선체육 홈페이지에 공개된 공식 성명을 통해 "조선민주주의인민공화국 올림픽 위원회는 2021년 3월 25일에 평양에서 화상 회의 형식으로 진행된 총회에서 악성 바이러스 감염증에 의한 세계적인 보건 위기 상황(코로나19 범유행)으로부터 선수들을 보호하기 위하여 일본 도쿄에서 열릴 예정인 2020년 하계 올림픽에 불참하기로 결정했다."고 밝혔다. 이로써 조선민주주의인민공화국은 대한민국 서울에서 개최된 1988년 하계 올림픽 이후 처음으로 하계 올림픽에 불참하게 되었다. |  |      |
| 2021년 4월 6일 (화요일) |  | 편집 |

| 2021년 4월 6일 (화요일) |  | 편집 |

| \| 2021년 4월 7일 (수요일) \| \| 편집 \| |  |      |
| 보건 - 코로나19 범유행 - 대한민국의 0시 기준 누적 확진자 수가 106,898명으로 집계되었다. 전날 0시 대비 668명(국내 653, 해외유입 15)이 늘었다. 정치와 선거 - 2021년 대한민국 재보궐선거 - 대한민국에서 2021년도 재보궐선거가 21개 선거구에서 실시되었다. 서울특별시장 보궐선거와 부산광역시장 보궐선거를 통한 광역단체장 2명을 비롯하여 기초단체장 2명, 광역의원 8명, 기초의원 9명을 선출하였다. - 서울특별시장에 오세훈, 부산광역시장에 박형준 등이 당선되었다. |  |      |
| 2021년 4월 7일 (수요일) |  | 편집 |

| 2021년 4월 7일 (수요일) |  | 편집 |

| \| 2021년 4월 8일 (목요일) \| \| 편집 \| |  |      |
| 문화와 예술 - 이집트의 고고학자 자히 하와스 발굴팀이 룩소르 인근의 3,000년 전 고대 도시 아텐(Aten) 발견을 발표하였다. 발굴팀은 2020년 9월 발굴을 시작하였으며, 일부 지역은 미발굴 상태이다. 벳시 브라이언(Betsy Bryan) 존스홉킨스 이집트 예술·고고학 교수는 1992년 투탕카멘 묘의 발견 이후 가장 중요한 발견으로 평하였다. 보건 - 코로나19 범유행 - 대한민국의 0시 기준 누적 확진자 수가 107,598명으로 집계되었다. 전날 0시 대비 700명(국내 674, 해외유입 26)이 늘었다. |  |      |
| 2021년 4월 8일 (목요일) |  | 편집 |

| 2021년 4월 8일 (목요일) |  | 편집 |

| \| 2021년 4월 9일 (금요일) \| \| 편집 \| |  |      |
| 보건 - 코로나19 범유행 - 대한민국의 0시 기준 누적 확진자 수가 108,269명으로 집계되었다. 전날 0시 대비 671명(국내 644, 해외유입 27)이 늘었다. 정치와 선거 - 영국 왕가의 일원인 에든버러 공작 필립이 숨졌다. 필립공은 엘리자베스 2세의 남편으로, 1947년 결혼하여 웨일스 공 찰스 등 4명의 자식을 두었다. 재해 - 카리브해 세인트빈센트섬 북쪽에 위치한 화산인 수프리에르산이 분화하였다. 랠프 곤살베스(Ralph Gonsalves) 총리는 앞서 8일 주민 대피령을 내렸으며, 이에 따라 주민 16,000여 명이 대피하였다. 화산의 마지막 분화는 1979년 4월으로, 당시에도 예보로 인명 피해는 발생하지 않았으나, 약 1억 달러(한화 약 1,121억 원)의 재산 피해가 발생했다. 수프리에르산이 1902년 폭발을 일으켰을 당시에는 1,600여 명 이상이 숨지기도 하였다. |  |      |
| 2021년 4월 9일 (금요일) |  | 편집 |

| 2021년 4월 9일 (금요일) |  | 편집 |

| \| 2021년 4월 10일 (토요일) \| \| 편집 \| |  |      |
| 보건 - 코로나19 범유행 - 대한민국의 0시 기준 누적 확진자 수가 108,945명으로 집계되었다. 전날 0시 대비 677명(국내 662, 해외유입 15)이 늘었다. 누계가 일부 정정(-1)되었다. 스포츠 - 장애물 경마 대회인 그랜드 내셔널 2021년 대회에서 미넬라 타임즈(Minella Times)가 우승하였다. 기수 레이첼 블랙모어(Rachael Blackmore)는 대회 182년 역사상 처음으로 우승한 여성 기수가 되었다. 재해 - 인도네시아 자와섬의 동자와주 남쪽 해상에서 모멘트 규모 6.0의 지진이 발생하였다. 이로 인하여 최소 8명이 숨지고, 23명 이상이 부상을 입었다. |  |      |
| 2021년 4월 10일 (토요일) |  | 편집 |

| 2021년 4월 10일 (토요일) |  | 편집 |

| \| 2021년 4월 11일 (일요일) \| \| 편집 \| |  |      |
| 문화와 예술 - 영국 영화 텔레비전 예술 아카데미(BAFTA)가 주최하는 제74회 영국 아카데미 영화상 시상식이 10일과 11일 양일간 열렸다. 클로이 자오 감독의 드라마 영화 노매드랜드를 최우수 작품상에 선정하는 등, 27개 부문에 대하여 시상하였다. 보건 - 코로나19 범유행 - 대한민국의 0시 기준 누적 확진자 수가 109,559명으로 집계되었다. 전날 0시 대비 614명(국내 594, 해외유입 20)이 늘었다. 스포츠 - 메이저 골프 대회인 매스터스 토너먼트 2021년 대회에서 일본의 골프 선수 마쓰야마 히데키(松山 英樹)가 우승하였다. 마쓰야마는 최종라운드 1오버파 73타, 합계 10언더파 278타로, 2위 윌 잴러토리스(미국)를 1타 차로 앞서며 우승, 그린 재킷을 입었다. 정치와 선거 - 에콰도르의 대통령: 에콰도르에서 대통령 선거 결선 투표가 진행되었다. 선거 결과 기예르모 라소가 대통령에 선출되었다. 기예르모 라소는 결선 투표에서 52.37% 득표하며 안드레스 아라우스(47.63%)에 앞서며 역전, 당선되었다. 앞서 2월 7일 치러진 1차 투표에서는 1차 선거에서는 아라우스 32.72%의 득표율로 기예르모 라소(19.74% 득표)에 앞섰으나, 결선없이 당선될 수 있는 기준선을 넘지 못하였다. 에콰도르 대선 1차 선거에서 당선을 확정하려면, 과반수인 50% 이상 득표하거나, 40% 이상을 득표하면서 2위 후보와의 격차가 10% 이상되야 한다. |  |      |
| 2021년 4월 11일 (일요일) |  | 편집 |

| 2021년 4월 11일 (일요일) |  | 편집 |

| \| 2021년 4월 12일 (월요일) \| \| 편집 \| |  |      |
| 보건 - 코로나19 범유행 - 대한민국의 0시 기준 누적 확진자 수가 110,146명으로 집계되었다. 전날 0시 대비 587명(국내 560, 해외유입 27)이 늘었다. 사고 - 후쿠시마 제1 원자력 발전소 사고: 일본 당국이 사고 원전에서 발생한 오염수를 바다에 방류키로 결정하였다. - 일본 당국은 오염수를 다핵종제거설비(ALPS, Advanced Liquid Processing System)로 처리하고 바닷물을 섞어 오염 농도를 낮추어 방류하면 문제가 없다는 입장이나, 처리 이후에도 방사성 물질인 삼중수소(트리튬) 등이 그대로 남는 것으로 알려졌다. - 사고 원전에는 3월 중순 기준, 약 125만 톤 이상의 오염수가 보관되어있으며, 일 평균 약 140톤의 오염수가 발생 중이다. - 일본 정부와 도쿄 전력은 관련 절차 및 공사에 2년 여가 소요될 것으로 예상, 이르면 2023년 초에 실제 방류가 이루어질 것으로 전망되었다. - 페루 앙카시주의 협곡에서 버스 추락 사고가 발생, 최소 20명 이상이 숨졌다. |  |      |
| 2021년 4월 12일 (월요일) |  | 편집 |

| 2021년 4월 12일 (월요일) |  | 편집 |

| \| 2021년 4월 13일 (화요일) \| \| 편집 \| |  |      |
| 국제 관계 - 대한민국 외교 당국자는 4월 12일 일본의 원전 오염수 방류 결정에 대해 아이보시 고이치 주한 일본 대사를 비공개 초치하여 강력 항의하였다. 보건 - 코로나19 범유행 - 대한민국의 0시 기준 누적 확진자 수가 110,688명으로 집계되었다. 전날 0시 대비 542명(국내 528, 해외유입 14)이 늘었다. |  |      |
| 2021년 4월 13일 (화요일) |  | 편집 |

| 2021년 4월 13일 (화요일) |  | 편집 |

| \| 2021년 4월 14일 (수요일) \| \| 편집 \| |  |      |
| 보건 - 코로나19 범유행 - 대한민국의 0시 기준 누적 확진자 수가 111,419명으로 집계되었다. 전날 0시 대비 731명(국내 714, 해외유입 17)이 늘었다. 정치와 선거 - 미국 루이지애나주 하원 의원(5구역)에 줄리아 레틀로(Julia Letlow)가 취임하였다. 줄리아 레틀로는 2020년 12월 29일 당선자 신분 상태에서 코로나 19로 사망한 루크 레틀로(Luke Letlow)의 부인으로, 2021년 3월 20일 실시된 하원의원 특별 선거에서 67,203표(64.86%)를 득표하며 당선되었다. |  |      |
| 2021년 4월 14일 (수요일) |  | 편집 |

| 2021년 4월 14일 (수요일) |  | 편집 |

| \| 2021년 4월 15일 (목요일) \| \| 편집 \| |  |      |
| 경제와 비즈니스 - 한국은행이 금융통화위원회(금통위)를 열고, 0.5% 수준인 현행 기준금리의 유지를 결정하였다. 현행 금리는 2020년 5월 28일 0.25%p 인하된 수준이다. 금통위의 이번 결정은 2021년 2월 25일에 이은 일곱 번째 유지 결정이다. 보건 - 코로나19 범유행 - 대한민국의 0시 기준 누적 확진자 수가 112,117명으로 집계되었다. 전날 0시 대비 698명(국내 670, 해외유입 28)이 늘었다. |  |      |
| 2021년 4월 15일 (목요일) |  | 편집 |

| 2021년 4월 15일 (목요일) |  | 편집 |

| \| 2021년 4월 16일 (금요일) \| \| 편집 \| |  |      |
| 국제 관계 - 미일 관계: 백악관에서 미국의 조 바이든 대통령과 일본의 스가 요시히데 총리가 정상회담을 갖고, 공동 성명을 발표하였다. - 미국과 일본은 성명에서 타이완(대만)과 홍콩, 신장 문제에 대해 언급하였다. 이 중 '대만해협의 평화와 안정' 내용이 들어갔는데, 이같은 타이완 언급은 1969년 리처드 닉슨 미국 대통령과 사토 에이사쿠 일본 총리의 정상 회담 이후 처음으로, 양국은 대 중화인민공화국 견제에 함께하는 여러 입장을 내놓았다. - 양국은 안보 협의체인 쿼드(Quad), 코로나19 범유행, 정보통신분야 협력 등을 발표하였다. 또한 도쿄 올림픽에 대한 미국의 지지를 밝혔다. 그리고 센카쿠열도가 일본과 미국 간의 상호 협력 및 안전 보장 조약(미일안보조약) 상의 보호 대상임을 재확인하였으며, 조선민주주의인민공화국의 비핵화를 위해 노력하기로 하였다. 보건 - 코로나19 범유행 - 대한민국의 0시 기준 누적 확진자 수가 112,789명으로 집계되었다. 전날 0시 대비 673명(국내 652, 해외유입 21)이 늘었다. 누계가 일부 정정(-1)되었다. 사고 - 세월호 침몰 사고: 사고 7주년 행사가 경기도 안산시 및 진도 팽목항 등 전국 각지에서 열렸다. - 문재인 대통령은 SNS를 통해 올린 글을 통하여 유가족에 대한 위로와 감사를 전하고, '사회적참사특별조사위원회'를 통해 진상 규명이 이루어지도록 챙기겠다고 밝혔다. - 안산시 단원구 화랑유원지에서 '세월호 참사 7주기 기억식' 행사가 진행되었으며, 이재명 경기도지사, 유은혜 교육부 장관, 여당인 더불어민주당 윤호중 신임 원내대표, 국민의힘 주호영 원내 대표, 여영국 정의당 대표 등 정부 및 정계 인사 다수가 행사에 참석하였다. 야당 지도부의 행사 참석은 2016년 이후 5년 만이다. |  |      |
| 2021년 4월 16일 (금요일) |  | 편집 |

| 2021년 4월 16일 (금요일) |  | 편집 |

| \| 2021년 4월 17일 (토요일) \| \| 편집 \| |  |      |
| 보건 - 코로나19 범유행 - 대한민국의 0시 기준 누적 확진자 수가 113,444명으로 집계되었다. 전날 0시 대비 658명(국내 630, 해외유입 28)이 늘었다. 누계가 일부 정정(-3)되었다. |  |      |
| 2021년 4월 17일 (토요일) |  | 편집 |

| 2021년 4월 17일 (토요일) |  | 편집 |

| \| 2021년 4월 18일 (일요일) \| \| 편집 \| |  |      |
| 보건 - 코로나19 범유행 - 대한민국의 0시 기준 누적 확진자 수가 114,115명으로 집계되었다. 전날 0시 대비 672명(국내 649, 해외유입 23)이 늘었다. 누계가 일부 정정(-1)되었다. 재해 - 중화민국 화롄현 남서쪽 11km 지역에서 규모 5.8의 지진이 발생했다. |  |      |
| 2021년 4월 18일 (일요일) |  | 편집 |

| 2021년 4월 18일 (일요일) |  | 편집 |

| \| 2021년 4월 19일 (월요일) \| \| 편집 \| |  |      |
| 과학과 기술 - 미국 항공 우주국(NASA, 나사)의 화성 탐사선 마스 헬리콥터 인제뉴어티가 상승 비행 실험에 성공하였다. - 화성의 대기는 지구의 1% 수준으로, 양력이 발생하는 것이 어려운 까닭에, 인제뉴어티는 지구에서보다 5배 이상의 회전 수인 분당 2500회 이상 날개를 회전시키며 비행에 성공하였다. - 지구가 아닌 다른 행성에서 이루어진 최초의 비행으로, 나사측은 라이트 형제의 세계 최초 비행에 견줄만 하다고 평가하였다. 나사는 오는 4월 23일 부터 추가적인 비행 실험을 더 진행할 예정으로 알려졌다. 보건 - 코로나19 범유행 - 대한민국의 0시 기준 누적 확진자 수가 114,646명으로 집계되었다. 전날 0시 대비 532명(국내 512, 해외유입 20)이 늘었다. 누계가 일부 정정(-1)되었다. 스포츠 - 대한민국 프로 배구 리그 V-리그 2020-21 시즌 시상식이 서울특별시 용산구에서 열렸다. 여자부 김연경과 남자부 정지석이 각각 정규리그 MVP로 선정되는 등 신인왕, 포지션 베스트 선수, 페어플레이상 등의 부문에 걸쳐 시상하였다. - 김연경은 2005년 프로리그 출범 원년인 정대영에 이어 여자부 역대 두 번째로 비우승팀 선수로 정규리그 MVP를 수상, 통산 네 번째 정규리그 MVP에 선정되었다. 남자부에서는 2016-2017시즌에서 준우승한 현대캐피탈 소속의 문성민이 시즌 MVP로 선정된 적이 있다. - GS칼텍스를 우승으로 이끈 챔피언전 MVP 이소영(KGC인삼공사)은 김연경과 함께 포지션 베스트(레프트)에 선정되었다. 감염증 여파로 GS칼텍스에서 뛴 이소영은 시상식 전 인삼공사로 FA로 이적하였으나, 개인 기록은 GS칼텍스 기록으로 남는다. 그밖에 신인왕에는 여자부 이선우(KGC인삼공사), 남자부 김선호(현대캐피탈)가 선정되었다. 정치와 선거 - 쿠바에서 미겔 디아스카넬 주석이 쿠바 공산당 제1서기에 선출되었다. 디아스카넬은 수도 아바나에서 열린 당대회 4일차 마지막 날 라울 카스트로의 뒤를 잇는 제1서기에 선출되었다. 이번 당대회에서는 라울 카스트로를 비롯하여 쿠바 혁명의 주축이었던 원로 인사 다수가 2선으로 물러났다. |  |      |
| 2021년 4월 19일 (월요일) |  | 편집 |

| 2021년 4월 19일 (월요일) |  | 편집 |

| \| 2021년 4월 20일 (화요일) \| \| 편집 \| |  |      |
| 과학과 기술 - 미국 항공 우주국(NASA)이 화성에서 목시(MOXIE, Mars Oxygen ISRU Experiment) 장비를 이용한 산소 생산에 성공했다고 밝혔다. 목시는 2020년 7월 발사된 퍼서비어런스에 탑재된 장비 중 하나로, 이산화탄소를 산소로 바꾸어주는 장치이다. 목시는 1시간 가량 진행된 실험에서 약 5.4g의 산소를 생산했으며, 이는 우주비행사가 10분여 간 호흡할 수 있는 양으로 알려졌다. - 대한민국 현대로템에서 제작한 수소트램이 공개되었다. 보건 - 코로나19 범유행 - 대한민국의 0시 기준 누적 확진자 수가 115,195명으로 집계되었다. 전날 0시 대비 549명(국내 529, 해외유입 20)이 늘었다. 사고 - 대한민국 부산광역시의 부산역 인근 포장마차 골목에서 새벽 시간대에 화재가 발생하였다. 불이 강한 바람을 타고 번져 11개의 포장마차 중 10개가 전소되고, 인근에 주차된 차량 5대가 일부 불타는 피해를 입는 등 재산상 피해가 발생하였다. 사회적 거리두기로 밤 10시에 영업이 이미 종료된 상태라, 인명 피해는 발생하지 않았다. 재해 - 2021년 니아스 지진: 인도네시아 니아스섬 지역에서 규모 6.0의 지진이 발생하였다. 정치와 선거 - 차드의 이드리스 데비 대통령이 숨졌다. - 데비 대통령은 1990년 12월 이센 아브레 대통령을 축출하고 집권한 이래 30년간 철권 통치를 해왔다. 2021년 4월 19일 치러진 대통령 선거에서 당선됨에 따라 6선을 확정하였으나, 반군과의 교전 지역에서 지휘 중 부상을 입고 숨진 것으로 알려졌다. - 차드의 대통령 사망시 의회 의장이 대통령직을 승계하나, 데비 대통령의 아들인 4성 장군 마하마트 데비 이트노가 정부 및 의회를 해산하고, 과도 군사평의회를 통해 권력을 잡았다. 군부는 향후 18개월간 과도 군사평의회가 차드를 이끌 것이며, 국경 폐쇄와 야간 통행 금지 등을 실시한다고 밝혔다. |  |      |
| 2021년 4월 20일 (화요일) |  | 편집 |

| 2021년 4월 20일 (화요일) |  | 편집 |

| \| 2021년 4월 21일 (수요일) \| \| 편집 \| |  |      |
| 보건 - 코로나19 범유행 - 대한민국의 0시 기준 누적 확진자 수가 115,926명으로 집계되었다. 전날 0시 대비 731명(국내 692, 해외유입 39)이 늘었다. |  |      |
| 2021년 4월 21일 (수요일) |  | 편집 |

| 2021년 4월 21일 (수요일) |  | 편집 |

| \| 2021년 4월 22일 (목요일) \| \| 편집 \| |  |      |
| 보건 - 코로나19 범유행 - 대한민국의 코로나19 범유행 - 대한민국의 0시 기준 누적 확진자 수가 116,661명으로 집계되었다. 전날 0시 대비 735명(국내 715, 해외유입 20)이 늘었다. - 질병관리청은 백신 접종자 수가 200만 명을 넘어섰다고 밝혔다. 4월 5일 접종자 수가 100만 명을 넘어선지 17일 만이다. |  |      |
| 2021년 4월 22일 (목요일) |  | 편집 |

| 2021년 4월 22일 (목요일) |  | 편집 |

| \| 2021년 4월 23일 (금요일) \| \| 편집 \| |  |      |
| 보건 - 코로나19 범유행 - 대한민국의 0시 기준 누적 확진자 수가 117,458명으로 집계되었다. 전날 0시 대비 797명(국내 758, 해외유입 39)이 늘었다. |  |      |
| 2021년 4월 23일 (금요일) |  | 편집 |

| 2021년 4월 23일 (금요일) |  | 편집 |

| \| 2021년 4월 24일 (토요일) \| \| 편집 \| |  |      |
| 보건 - 코로나19 범유행 - 대한민국의 0시 기준 누적 확진자수가 118,243명으로 집계되었다. 전날 0시 대비 785명(국내 760, 해외유입 25)이 늘었다. 사고 - 인도네시아 해군의 잠수함 KRI 낭갈라(KRI Nanggala) 402호의 침몰이 확인되었다. 인도네시아 당국은 잠수함의 침몰과 실종된 탑승자 53명 전원의 사망을 확인하였다. 해당 잠수함은 지난 4월 21일 어뢰 훈련 중 실종된 것으로 알려졌다. |  |      |
| 2021년 4월 24일 (토요일) |  | 편집 |

| 2021년 4월 24일 (토요일) |  | 편집 |

| \| 2021년 4월 25일 (일요일) \| \| 편집 \| |  |      |
| 문화와 예술 - 미국 캘리포니아주에서 제93회 아카데미상 시상식이 열려 23개 부문에 대하여 시상하였다. - 노매드랜드가 작품상과 감독상(클로이 자오 감독), 여우주연상(프랜시스 맥도먼드) 3개 부문을 수상하였다. - 미나리에 출연한 윤여정이 여우조연상을 수상하였다. 대한민국 배우로는 첫 수상이며, 아시아계 배우의 수상으로는 1957년 사요나라에 출연한 일본의 우메키 미요시 이후 64년만이다. 보건 - 코로나19 범유행 - 대한민국의 0시 기준 누적 확진자 수가 118,887명으로 집계되었다. 전날 0시 대비 644명(국내 603, 해외유입 41)이 늘었다. 재해 - 이라크 바그다드의 이븐 알하티브 병원(Ibn al-Khatib hospital)에서 24일 발생한 화재가 25일 진압되었다. 화재로 인하여 최소 82명 이상이 숨지고, 110명 이상이 부상을 입었다. 집중치료실의 산소 탱크가 폭발하며 불이 난 것으로 알려졌다. |  |      |
| 2021년 4월 25일 (일요일) |  | 편집 |

| 2021년 4월 25일 (일요일) |  | 편집 |

| \| 2021년 4월 26일 (월요일) \| \| 편집 \| |  |      |
| 보건 - 코로나19 범유행 - 대한민국의 0시 기준 누적 확진자 수가 119,387명으로 집계되었다. 전날 0시 대비 500명(국내 469, 해외유입 31)이 늘었다. |  |      |
| 2021년 4월 26일 (월요일) |  | 편집 |

| 2021년 4월 26일 (월요일) |  | 편집 |

| \| 2021년 4월 27일 (화요일) \| \| 편집 \| |  |      |
| 보건 - 코로나19 범유행 - 대한민국의 0시 기준 누적 확진자 수가 119,898명으로 집계되었다. 전날 0시 대비 512명(국내 477, 해외유입 35)이 늘었다. 누계가 일부 정정(-1)되었다. 사회 - 대한민국의 카톨릭 성직자인 정진석 추기경이 숨졌다. 정진석 추기경은 천주교 서울대교구 교구장과 평양교구 교구장 서리를 역임하였다. |  |      |
| 2021년 4월 27일 (화요일) |  | 편집 |

| 2021년 4월 27일 (화요일) |  | 편집 |

| \| 2021년 4월 28일 (수요일) \| \| 편집 \| |  |      |
| 경제와 비즈니스 - 미국 연방준비제도(Fed, 연준)는 연방공개시장위원회(FOMC) 정례 회의를 갖고, 기존 0.00%~0.25%의 금리 수준을 유지한다고 밝혔다. 현 금리 수준은 지난 2020년 3월 15일 인하된 수준으로, 지난 해 4월, 6월, 7월, 9월, 11월, 12월, 2021년 1월, 3월에 이은 아홉 번째 금리 유지 결정이다. 과학과 기술 - 미국의 우주비행사인 마이클 콜린스가 숨졌다. 콜린스는 1969년 아폴로 11호에 탑승하였으며, 동료인 닐 암스트롱과 버즈 올드린이 달 착륙선을 타고 달에 발을 내딛을 당시, 사령선의 조종을 맡았다. 보건 - 코로나19 범유행 - 대한민국의 0시 기준 누적 확진자 수가 120,673명으로 집계되었다. 전날 0시 대비 775명(국내 754, 해외유입 21)이 늘었다. 사회 - 2020년 10월 25일 숨진 이건희 회장의 유족들이, 이 회장 유산에 대한 상속세 납부 계획을 밝히고, 약 12조원의 상속세 중 2조원을 오는 4월 30일 납부하고, 향후 5년간 나머지 금액을 분할 납부(연이자 1.2%)하는 연부연납제로 세금을 낼 것이라고 밝혔다. - 삼성 비자금 의혹 관련 특별검사(삼성 특검)과 관련하여 2008년 4월 포탈한 세금 등을 납부하고 남는 돈을 유익한 일에 쓰겠다고 한 데 대하여, 감염병 대응에 7,000억원, 소아암·희귀질환 어린이 치료 지원에 3,000억원을 더하여 1조원을 기부한다고 밝혔다. 삼성 특검 이후 관련 방안 논의 중 이 회장이 2014년 심근 경색으로 쓰러지며 논의가 중단 되었었다. - 또한 인왕제색도(국보 제216호)를 비롯한 국보 14건, 보물 46건을 포함한 약 24,0000여 점(감정가 약 2조원 가량)의 미술품을 국립중앙박물관과 국립현대미술관 및 지역 미술관 등에 기증하기로 하였다. |  |      |
| 2021년 4월 28일 (수요일) |  | 편집 |

| 2021년 4월 28일 (수요일) |  | 편집 |

| \| 2021년 4월 29일 (목요일) \| \| 편집 \| |  |      |
| 법과 범죄 - 대한민국 대법원이 황운하 국회의원에 대한 당선무효 소송을 기각 판단하였다. 대법원은 공직선거법 제53조 4항 '사직원이 접수된 때에 그 직을 그만둔 것으로 본다'는 조항을 적용, 청구를 기각하였다. 재판부는 해당 조항은 기관장의 사직원 처리 지연 또는 거부로 후보 등록을 할 수 없는 부당함 등을 방지하기 위함이며, 사직원을 공직선거법 상 정해진 기간 안에 제출하였다면, 제출 이후의 정당 가입 및 후보자 등록에는 문제가 없다고 설명하였다. 보건 - 코로나19 범유행 - 대한민국의 코로나19 범유행 - 대한민국의 0시 기준 누적 확진자 수가 121,351명으로 집계되었다. 전날 0시 대비 680명(국내 650, 해외유입 30)이 늘었다. 누계가 일부 정정(-2)되었다. - 질병관리청은 백신 접종자 수가 300만 명을 넘어섰다고 밝혔다. 4월 22일 접종자 수가 200만 명을 넘어선지 7일만이고, 2월 26일 접종을 개시이후 두 달여(63일)만이다. - 터키 내무부가 확진자의 가파른 증가세와 관련하여, 4월 29일부터 라마단과 라마단 직후의 축제기간인 바이람(Bayram)이 끝나는 다음 달 17일까지 전국을 전면 봉쇄키로 하였다. 스포츠 - 대한민국 프로야구 선수 양의지(NC 다이노스) 선수가 사이클링 히트를 기록하였다. - 양의지는 대구삼성라이온즈파크에서 열린 NC 다이노스와 삼성 라이온즈 경기에서 4번 타자로 출장, KBO 리그 통산 28번째이자 포수로는 첫 번째 사이클링 히트를 기록하였다. 2회초 가장 어렵다는 3루타, 4회초 좌전안타(1루타), 5회초 3점 홈런, 7회초 네 번째 타석에서는 2루타를 기록, 사이클링 히트를 달성함과 동시에 4타수 4안타 최소 타석 타이 기록도 작성하였다. 경기는 9:0으로 NC가 승리하였다. - NC 다이노스 선수로는 역대 세 번째로, 과거 에릭 테임즈가 2015년 시즌 당시, 4월과 8월 두 차례에 걸쳐 사이클링 히트를 기록하였다. |  |      |
| 2021년 4월 29일 (목요일) |  | 편집 |

| 2021년 4월 29일 (목요일) |  | 편집 |

| \| 2021년 4월 30일 (금요일) \| \| 편집 \| |  |      |
| 경제와 비즈니스 - 포르투갈 아로카에 세계에서 가장 긴 516m의 보행자 현수교(Arouca 516)가 완공되었다. 무력 충돌과 공격 - 키르기스스탄과 타지키스탄 국경지역에서 분쟁이 발생, 양측이 충돌하였다. - 물 분쟁(Water dispute)이 충돌 이유인 것으로 알려졌다. 키르기스스탄 측에서 최소 31명이 숨지고, 154명이 부상을 입었으며, 타지키스탄 측에서 최소 10명이 숨지고, 84명이 숨졌다. 키르기스스탄 주민 13,500여 명이 충돌 지역에서 대피하였다. - 양측은 키르기스스탄 서남부 밧켄주와 타지키스탄 북서부 수그드주 접경지대인 이스파라 강 상류 지역에서 교전하였으며, 이후 협상을 거쳐 휴전한 것으로 알려졌다. 보건 - 코로나19 범유행 - 대한민국의 0시 기준 누적 확진자 수가 122,007명으로 집계되었다. 전날 0시 대비 661명(국내 642, 해외유입 19)이 늘었다. 누계가 일부 정정(-5)되었다. 사고 - 이스라엘 메론(Meron)지역 성지 순례 행사에서 압사 사태가 발생, 최소 45명이 숨지고, 150명 이상이 부상을 입었다. 당국은 행사 인원 1만 명을 허가하였으나, 3만여 명 이상의 인파가 몰린 것으로 알려졌다. |  |      |
| 2021년 4월 30일 (금요일) |  | 편집 |

| 2021년 4월 30일 (금요일) |  | 편집 |

| <          | 2021년 4월  | 2021년 4월 | 2021년 4월 | 2021년 4월  | 2021년 4월 | >          |
| 일         | 월          | 화         | 수         | 목          | 금         | 토         |
|            |             |            |            | 1 2.20 기묘 | 2 21 경진  | 3 22 신사  |
| 4 23 임오  | 5 24 계미   | 6 25 갑신  | 7 26 을유  | 8 27 병술   | 9 28 정해  | 10 29 무자 |
| 11 30 기축 | 12 3.1 경인 | 13 2 신묘  | 14 3 임진  | 15 4 계사   | 16 5 갑오  | 17 6 을미  |
| 18 7 병신  | 19 8 정유   | 20 9 무술  | 21 10 기해 | 22 11 경자  | 23 12 신축 | 24 13 임인 |
| 25 14 계묘 | 26 15 갑진  | 27 16 을사 | 28 17 병오 | 29 18 정미  | 30 19 무신 |            |

| - 2021년 - 3월 - 4월 - 5월 - 4월 7일 - 2021년 대한민국 재보궐선거 - 서울특별시장 보궐 선거 - 부산광역시장 보궐 선거 편집하기 |